# ドラえもん ガラパ星から来た男
「ドラえもん ガラパ星から来た男」（ドラえもん ガラパせいからきたおとこ）は、藤子・F・不二雄（藤本弘）の漫画『ドラえもん』の1作品。『大長編ドラえもん』を除けば、藤子が執筆した『ドラえもん』全作品中で唯一、1つのエピソードが連載形式で発表された作品。全51ページと、通常の短編作品よりも長いため、中編作品ともいえる。英題は「THE MAN FROM PLANET GALAPA」。

## 概要
1994年、『ドラえもん』連載25周年を記念して執筆され、小学館の学年別学習雑誌『小学三年生』『小学四年生』および『小学五年生』の3誌同時に7月号から9月号にかけて連載された。全3回。全51ページ（扉3ページを含む）。全374コマ。
1996年4月、てんとう虫コミックス第45巻に収録された。その際に加筆・修正が行われ、全51ページ（扉1ページを含む）、全388コマとなった。タイトルは「ガラパ星からきた男」に変更された（来たがきたに変更）。
本作は、『ドラえもん』のてんとう虫コミックス最終巻である第45巻のラストを飾る話として収録されている（藤子・F・不二雄大全集では17巻に収録）。『大長編ドラえもん』を除けば、藤本が描き上げた最後の『ドラえもん』作品である。本作の加筆・修正版が1996年4月に発売されていることを重視し、同年8月に連載を開始した大長編『ドラえもん のび太のねじ巻き都市冒険記』の執筆中に藤本が死去したことを考えれば、大長編を含めても本作が藤本が描き上げた最後の『ドラえもん』作品だともいえる。
藤本の没後、1999年に大晦日特番『2000年だよ! ドラえもん』において「未来を守れ! のび太VSアリ軍団」というタイトルでアニメ化されたが、難解な原作を全年齢に理解の出来るものに仕上げるため、藤本没後の劇場版の脚本を手掛けた岸間信明の手によって大幅にアレンジが施された。内容は、のび太の怠慢さが原因で進化したアリ人間との騒動という流れは残しつつ、原作では直接絡みのなかったしずかたちを絡ませ、オリジナルキャラクターを増やした上で、勧善懲悪要素を強めた作品になっている。

## あらすじ
- 本作はタイムパラドックスが取り入れられ、内容が極めて難解になっている。

ゲームソフト欲しさに草むしりのお手伝いを始めたのび太は、例によってすぐ音を上げ、タイムマシンで1か月先へ行き、お小遣いを「前借り」しようとするが、1か月先の町はカナリアが犬のように吠えて暴れ、しかも人っ子一人おらず、代わりにアリ人間が横行していた。あわてて現在に帰るのび太だが、のび太の怠け癖に腹を立てていたドラえもんは、話も聞かずに記憶を消してしまうひみつ道具「ワスレバット」でのび太を殴り、全てを忘れさせてしまう。
何もかも忘れて草むしりを再開するのび太だったが、そこへしずかから「うちのカナリアが猫に襲われて困っている」という相談が入る。そしてのび太がしずかの家に出かけた後、タイムマシンの引き出しからもう一人ののび太が出てくる。だが、その「もう一人ののび太」も早とちりしたドラえもんによって「ワスレバット」で殴られ、記憶を失ってしまう。
一方、「現在ののび太」は、お使いに出された「もう一人ののび太」やそれを探しに行ったドラえもんとすれ違いながら、ドラえもんのスペアポケットから出てきた未来デパートの勧誘マシン「ウリッコ」の口上に乗せられて、未来の「ガラパ星」という惑星にある生物進化研究所へむかう。そこで「現在ののび太」は、しずかのカナリアを「猫よりも強く、犬のように強く」し、さらに一度帰ってから出直し、なぜか無人となった研究所で自分の代わりにお手伝いをしてくれるようにアリを進化させる。
だが、現在に帰ってきた「現在ののび太」は出木杉から、「そのアリはサムライアリ。他の種族を捕まえて奴隷にしてしまう」と聞かされ、にわかに不安になり、タイムマシンでもう一度1か月先へ行き、そしてもう一度無人の、アリ人間に支配された町を見る。そしてその1か月先ののび太の部屋には、「進化させた生物は危険。研究所は閉鎖する」という凶報が届いていた。
あわてた「現在ののび太」は現在に戻ってドラえもんに助けを求めるが、そこで「ワスレバット」で殴られ、記憶を失ってしまう（つまりここで、「現在ののび太」は「もう一人ののび太」になる）。ようやく記憶を取り戻した「もう一人ののび太」とドラえもんは、進化して時さえ越える文明を手にしたアリ人間たちに捕まってしまい、不思議な銃で鳥黐の中に閉じ込められてしまう。そのまま1か月先の未来世界へ連れていかれ、鳥黐のまま放置されるが、進化した生物を元に戻せる秘密道具が送り届けられ、それがぶつかったショックでのび太は脱出する。ドラえもんも助け出すと、2人はアリ人間たちが乗った巨大UFOを見つけるが、彼らは5万匹のアリを回収し、地球から飛び立つ寸前だった。彼らはガラパ星に戻り進化させることで、仲間を増やそうと画策していた。とても追いつけず諦めかけた時、強靭な肉体を得た「カナリア」がUFOと激突する。怒ったカナリアはUFOを壊して墜落させてしまい、この機を逃さず秘密道具の光線を当てると、アリ人間たちは元のただのアリに戻る。
一安心したところへ「その時間ののび太とドラえもん」が帰宅する。実は彼らと町の人々は、駅前で行われていた映画のロケ撮影を見学していたため無人だった、というしようもない真相を聞かされ、ドラえもんとのび太は脱力する。

## ドラえもん 第44.5巻
連載完結後、「ドラえもん 第44.5巻」（『月刊コロコロコミック』1994年9月号別冊付録）に連載全3回を収録した。この別冊附録はてんとう虫コミックスの装丁を模して作られている。最終ページの欄外床には「第44.5巻終わり、第45巻につづく」と書かれている。表紙は描き下ろしで、のび太をさらうアリ人間のUFOに果敢に立ち向かうドラえもんの様子が描かれている。
複雑な話を理解するための「のび太のパラレルMAP」と題した解説や、全15問のクイズコーナー「クイズ★ドランプリ」も設けられている。

## 登場人物
ウランカナ
未来デパートのセールスマン。新生物をのび太に売った。「未来デパート新製品セールス部」に所属している。
ダイウィン博士
声 - 関根信昭
22世紀の天才科学者で研究所の開発技術部長。次々と新生物を作り出している。仕事よりも全長1キロメートルの大ミミズを作る研究に夢中になっている。閉鎖される直前の研究所においては姿を見ないものの、その処遇は不明。
アニメ版では進化アリたちに捕らえられ、鳥黐の中に幽閉されていた。後にのび太たちに助け出され、進化した生物を元に戻すリセットボタンの存在を教える。
ウリッコ
いろいろな商品を売りつけてくる、手のひらほどの大きさの機械。ドラえもん宛に届いたダイレクトメールに入っていたものだが、のび太が勝手に封を開けた。作中では名称がでなかったが、ひみつ道具の事典ではこの機械がひみつ道具であるとし、名称を「ウリッコ」としている。
アリ人間（進化アリ）
声 - サムライアリA：土門仁、サムライアリB：柳沢栄治、サムライアリC：大西健晴
のび太が「ガラパ星生物進化研究所」のタンクを勝手に使ってサムライアリから誕生させた新人類たち。自分が生まれた理由が「人間の奴隷にされるため」だったことに憤慨し、逆に地球を征服し人間を奴隷にすることを画策する。高度な知能を持っており、ドラえもんのタイムマシンを極めて原始的と笑い捨てる。
モール
声 - 山崎たくみ
アニメオリジナルキャラクター。本ストーリーにおけるマスコット的存在で、のび太たちの道しるべとなる。正体はのび太によって進化させられたモグラ。すべてが終わった後、のび太が圧した進化リセットボタンによって元のモグラへと戻り、のび太たちの前から姿を消す。
女王アリ
声 - 小原乃梨子
アニメオリジナルキャラクター。進化アリの女王で高飛車な性格。赤い鞭を武器としており、人間が銃を撃つよりも速く攻撃するほどの使い手。原作同様に人間を鳥黐の中に閉じ込めるが、目的は無力化ではなく洗脳となっている（鳥黐の中に1日閉じ込められると言いなりになってしまう）。一度はダイウィン博士やのび太たちを鳥黐の中に幽閉する。しかし、取り逃がしたドラえもんがタイムマシンで夏休みまで戻って「過去ののび太たち」を連れてきて、鳥黐の中の「現代ののび太たち」を助け出したことで形勢逆転される。さらに「現代」と「過去」のW（ダブル）ジャイアンが歌をうたったことで怯み、ドラえもんたちが放った「ドリームガン」に撃たれぐっすり眠ってしまい、無力化される。直後、のび太によって進化リセットが圧されたことで、進化させられていたすべての生物は本来の生態系へと戻っていく。

## 舞台設定
ガラパ星
未来デパートの「ガラパ星生物進化研究所」がある惑星。3つのブラックホールの力が釣り合った位置にあるため、放射線が生物のDNAに特殊な影響を与え、連続的に突然変異を発生させている。未来デパートの「ガラパ星生物進化研究所」ではこのことを利用し、様々な新生物を誕生させている。ガラパ星には葉緑素をもつ家畜、土木作業を行うカブト虫やクワガタ虫などがいる。

## その他
本編中で、未来デパート製品開発部のロボットに対し、のび太が開発代金をドラえもんのカード払いにして仕事を依頼するシーンがある。ドラえもんがクレジットカード類を使って買い物をしていることが反射的に描かれているが、のび太が勝手に決済をしていることから、本人の承諾なく決済ができる模様である。